# Koronás bíbic
A koronás bíbic (Vanellus coronatus) a madarak osztályának lilealakúak (Charadriiformes) rendjébe, ezen belül a lilefélék (Charadriidae) családjába tartozó faj.

## Rendszerezése
A fajt Pieter Boddaert holland ornitológus írta le 1783-ban, a Charadrius nembe Charadrius Coronatus néven. Sorolják a Hoplopterus nembe Hoplopterus coronatus néven is.

## Alfajai
- Vanellus coronatus coronatus (Boddaert, 1783)
- Vanellus coronatus demissus (Friedmann, 1928)
- Vanellus coronatus xerophilus Clancey, 1960[1]

## Előfordulása
Kelet-Afrika és Dél-Afrika területén honos. Természetes élőhelyei a szubtrópusi vagy trópusi füves puszták, szavannák, cserjések és sivatagok, valamint legelők, szántóföldek, vidéki kertek és városias régió. Állandó, nem vonuló faj.

## Megjelenése
Testhossza 34 centiméter, testtömege 126–200 gramm. Fején fekete és fehér tollakból koronaszerű minta van.
|  |  |

## Életmódja
Rovarokkal és a lárvájukkal, különösen termeszekkel, bogarakkal, szöcskékkel, tücskökkel, hangyákkal és esetleg földigilisztákkal táplálkozik.

## Szaporodása
|  |

## Természetvédelmi helyzete
Az elterjedési területe rendkívül nagy, egyedszáma pedig növekszik. A Természetvédelmi Világszövetség Vörös listáján nem fenyegetett fajként szerepel.